# 사릉 석물 채석장 터
사릉 석물 채석장 터(思陵石物採石場址)는 대한민국 서울특별시 강북구 수유동에 있다. 2019년 8월 8일 서울특별시의 기념물 제44호로 지정되었다.

## 지정 사유
강북구 수유동 계곡에 있는 思陵浮石監役畢記(필자미상) 바위글씨는 1699년 사릉(정순왕후의 능)조성을 위한 석재를 채취하는데 참여한 인물들에 대한 기록이다. 이는 해당 유적이 왕실과 관련된 석물 채취 장소였음을 보여주는데, 의궤에 따르면 휘릉(장렬왕후의 능)의 석물도 이곳에서 채취된 것으로 밝혀졌다. 思陵浮石監役畢記바위글씨로부터 계곡 하류까지 광범위하게 계곡에서 석재 채취가 이뤄졌던 것을 알 수 있다. 현재 계곡 입구 남·북측에 각각 있는 浮石禁標, 禁標등의 바위글씨는 왕실 석물 채취장소이므로 채석을 금지하는 표식으로서 모두 부석과 관련한 유적으로 보는 것이 타당하다. 思陵浮石監役畢記(필자미상) 바위글씨 위쪽으로 九天銀瀑, 松溪別業바위글씨가 있어 인근이 인평대군의 별장이었던 송계별업 터이기도 했던 것을 알 수 있다.
지금까지 조선 왕릉의 부석소의 정확한 위치를 파악할 수 없었으나 본 유적을 통해 그 존재가 최초로 확인되었다. 조선왕릉 석물의 강도와 내구성에 대한 간접적인 연구도 가능해지는 등 해당 유적 보존해야하는 필요성이 크므로, 부석소와 관련된 바위글씨와 채석이 이루었진 것으로 추정되는 계곡을 서울시 기념물로 지정하여 보존하고자 한다.

## 같이 보기
- 사릉
- 송계별업 터

## 참고 문헌
- 사릉 석물 채석장 터 - 국가유산청 국가유산포털